# 克勞赫塔爾巴赫河
47°02′06″N 7°36′38″E / 47.03497°N 7.61058°E
克勞赫塔爾巴赫河是瑞士的河流，位於該國中西部，流經伯恩州，屬於盧特巴赫河的左支流，河道全長11公里，流域面積21平方公里。